# Исток (община)
Исток е община в Косово, влизаща в състава на Печки окръг. Има площ от 453 км2, а населението е 40 923 души, по приблизителна оценка за 2019 г.
Общината е съставена от 50 населени места, като административен център е град Исток.